# 청송 신기리 느티나무

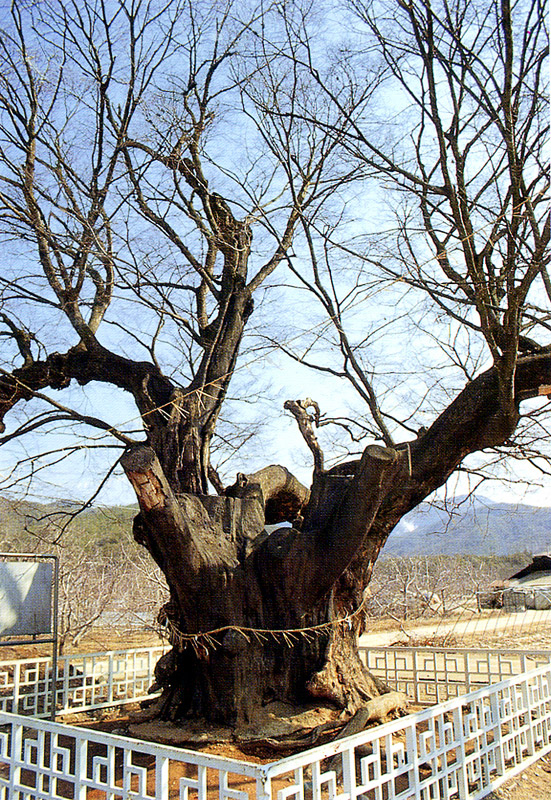
청송신기동의느티나무

청송 신기리 느티나무는 대한민국 경상북도 청송군 파천면 신기리에 있는 느티나무이다. 대한민국의 천연기념물 제192호로 지정되어 있다.